# 消費者金融保護局
美國消費者金融保護局（英語：United States Consumer Financial Protection Bureau，縮寫CFPB）是歐巴馬政府為了因應2008年金融海嘯後金融業弊端而成立的美國聯邦政府單位，2011年7月21日營運，負責監督管理資產100億美元以上的美國金融機構。该部门是美联储的一个独立机构。
該單位由2010年通过的多德-弗蘭克華爾街改革和消費者權益保護法所授權成立，根據美國財政部公告，該局負責與責任“促進公平和透明的抵押貸款，信用卡和其他消費金融產品和服務。“司法管轄權包括銀行，信用社，證券公司，發薪日貸款，抵押貸款服務業務，取消抵押品贖回權救濟服務，收債公司及其他金融公司。
2025年2月，政府效率部計劃裁撤消費者金融保護局並刪除其社交賬戶上發佈的內容。2月14日，华盛顿联邦地区法院的一名法官下令消費者金融保護局官员不得“删除、销毁、移除或损害任何数据”，也不得大规模解雇员工。随后消費者金融保護局官员要求該機構的剩余员工立即休假，何時恢復上班要等另行通知。

## 爭議
本單位可以派駐暱稱「金融警察」的人員進駐私人金融機構，進行永久性查帳和內部營運督導，並任意約談高階公司主管。此案與美國共和黨的自由放任市場意識形態完全相違背，故共和黨發起多次杯葛。但是由於民主黨掌控國會兩院，最後還是依然通過。
此單位等同於宣告日後金融業為特殊性產業，與其他產業本質不同，在1980年代罗纳德·里根總統放寬金融管制後至2008年金融海嘯，金融業產生的亂象為「責任與報酬脫鉤現象」金融人員可以利用客戶資產高槓桿操作；或推出高風險投資案獲取巨額管理費紅利獎金，然實質多為助長社會泡沫的投機行為，甚至出現馬多夫之類純粹詐騙行為的金融公司，而多年後當問題總爆發時相關人員紅利早已入袋無法追討與歸咎責任，後果則由政府和社會承擔。
消費者金融保護局是為了防範類似行為發生進行的管制，美國共和黨則認為任何管制行為都是弊大於利，將使放款受阻和信用消費萎縮。然而此論點在金融海嘯掀起的全球災難後不具有說服力，社會普遍認為華爾街「肥貓」需要管制，故共和黨也未在消費者金融局上明顯進行社會反制，而轉為在立法上限縮該局權限和利用美國舉債上限到期需要提升的事件為籌碼，要求消減民主黨政府預算（包含該局預算）等方向來抵制。